# Schluchsee (commune)
Schluchsee est une commune de Bade-Wurtemberg (Allemagne), située dans l'arrondissement de Brisgau-Haute-Forêt-Noire, dans le district de Fribourg-en-Brisgau.

## Géographie
La commune de Schluchsee se situe au bord du lac du même nom et à une altitude comprise entre 700 et 1 300 mètres.

## Jumelage
- Sévrier (France)